# سیکولی
سیکولی (به انگلیسی: sikuli) یک فناوری دیداری (بصری) است که برای جستجو و خودکارسازی با محیط کاربری گرافیک (gui) با استفاده از تصویربرداری سریع از روی صفحه نمایش یا همان صفحه‌برداری (نماگرفت) به کار می‌رود. اولین انتشار سیکولی همراه با سیکولی اسکریپت بوده که یک API برای ویژال اسکریپتینگ با Jython به کار می‌رفته است.که Sikuli IDE برای نوشتن ویژال اسکریپت با نماگرفت به کار می‌رود.هر چه را که بر روی تصویر می‌بینید بدون پشتیبانی داخلی API با سیکولی قابل خودکارسازی است.